# Noorse Zeemanskerk (Rotterdam)
De Noorse Zeemanskerk (Sjømannskirken i Rotterdam) is een kerk in Rotterdam. Het gebouw is gelegen aan de Westzeedijk, naast de ingang van Het Park.

## Geschiedenis
In Rotterdam bevinden zich diverse buitenlandse zeemanskerken, onder meer van alle Scandinavische landen en van Engeland. Ze zijn bedoeld als een soort opvangcentra voor zeelui, die aldus hun godsdienstige plichten kunnen vervullen en zich ook in een plezierige omgeving kunnen ontspannen. 
Het door de Noorse kerk georganiseerde pastorale werk onder de Noorse zeelieden in Rotterdam begon in de jaren tachtig van de negentiende eeuw. Eerst bezat men geen eigen ruimte en moest er gebruik worden gemaakt van tehuizen van bevriende instanties. In 1888 kreeg de Noorse Zeemanskerk echter een eigen lokaal aan de Leuvehaven, midden in het havenkwartier. Het was niet meer dan een leeskamer, die ook voor zeelieden uit andere landen werd opengesteld. Het aantal bezoekers nam snel toe en dat was voor een groot deel te danken aan dominee N.C. Christie, die elke avond een rondgang langs de kaden en over de Schiedamsedijk maakte. Hij haalde de zeelui van de straat en uit de kroegen naar zijn zeemanstehuis. Later verhuisden de kerk en leeskamer naar een groter gebouw aan de Boompjes, een pand dat in 1910 alweer moest worden verlaten omdat het bouwvallig werd.
Er moest naar een andere locatie worden gezocht en de in 1906 gearriveerde predikant Jens Andreas Saxe liet daarvoor het oog vallen op Het Park. Na veel moeite kreeg hij toestemming daar te bouwen, met zicht op de Parkhaven. In deze rustige omgeving verrees een mooi houten kerkje, in typisch zeventiende-eeuwse Noorse bouwstijl. Het kerkje kon gebouwd worden dankzij talrijke giften, onder meer een ruime bijdrage van Koning Haakon VII van het juist onafhankelijk geworden Noorwegen. Op 26 juli 1914 werd het kerkje ingewijd door bisschop Erichsen uit Bergen. In 1937 moest een gedeelte van Het Park wijken voor de aanleg van de Tunneltraverse ten behoeve van de in aanbouw zijnde Maastunnel. Omdat men het kerkje koste wat het kost wilde behouden, werd het verrold en 170 meter verderop naast de ingang van het park neergezet. Op 3 oktober 1941 brandde het woongedeelte deels uit door een Britse brandbom; de dominee en zijn familie moesten een paar jaar elders verblijven, maar de schade kon worden hersteld. De kerkruimte zelf liep weinig schade op en kon in gebruik blijven. Sinds 1999 is het houten kerkje, dat het grootste houten bouwwerk van Nederland is, een Rijksmonument.
De Noorse Zeemanskerk in Rotterdam maakt deel uit van een wereldwijd netwerk waartoe onder andere ook een kerk aan de Italiëlei in Antwerpen behoort. Anno 2023 delen Rotterdam en Antwerpen met Luxemburg één predikant. Binnen Rotterdam werkt de Noorse Zeemanskerk samen met andere lutherse kerken, waaronder de Zweedse, Deense en Finse zeemanskerken, de Duitse kerk en de Andreaskerk. Jaarlijks vieren deze kerken samen Hervormingsdag in de Andreaskerk.

## Tegenwoordig
Het bijgebouw wordt gebruikt voor bijeenkomsten van de Noorse gemeenschap in Nederland. Elk jaar wordt op 17 mei de Noorse nationale feestdag gevierd. Op de tweede donderdag van november wordt jaarlijks een grote kerstmarkt gehouden, waar onder andere Noors smørbrød en kake (taart) te koop is. Ook worden er cursussen verzorgd over de Noorse taal. In het winkeltje zijn Noorse producten te koop. In de kerk worden nog steeds diensten gehouden.

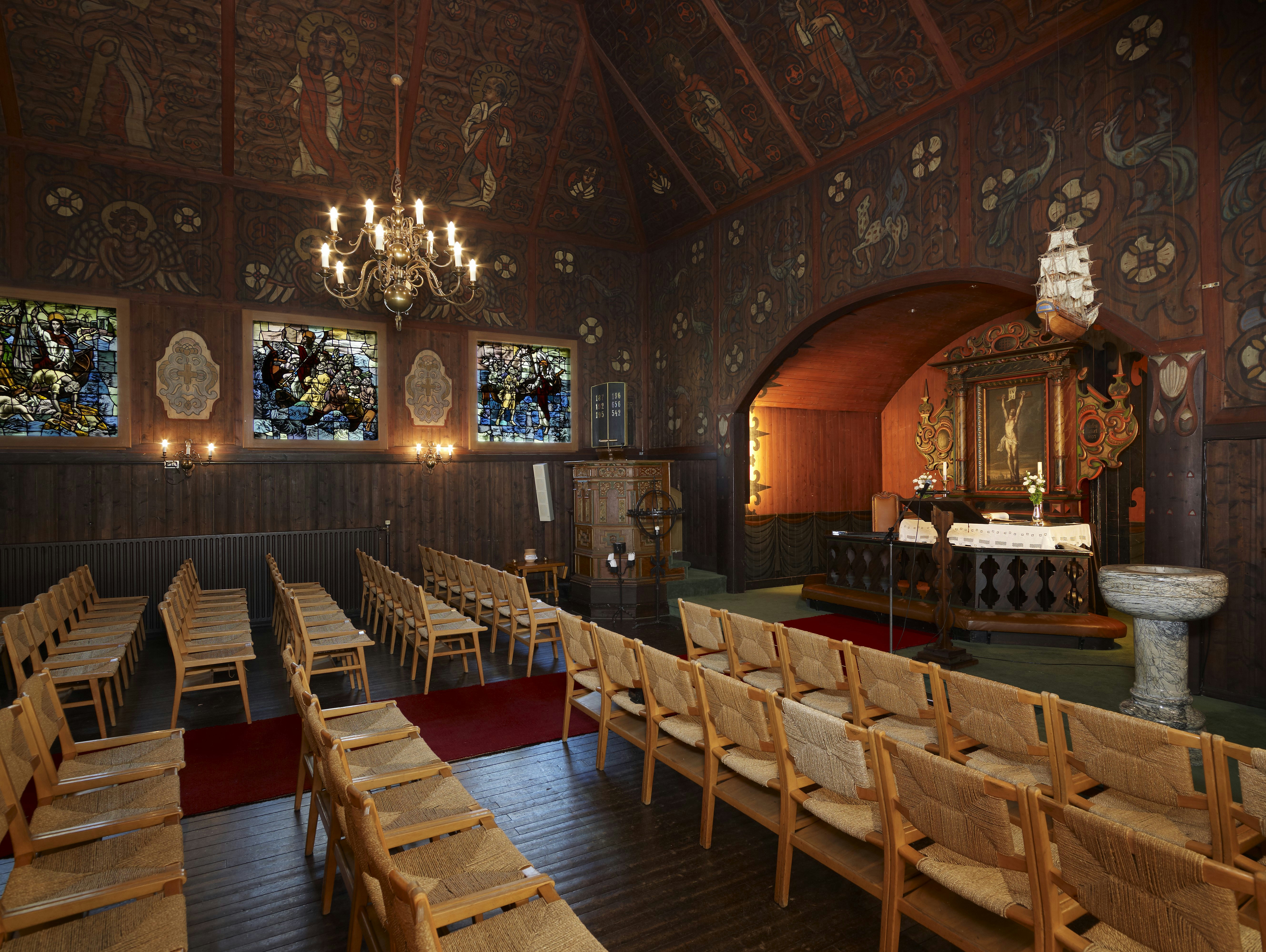
Interieur: overzicht schip met kooruitbouw met schilderingen van Domenico Erdman.